# Colombia magia salvaje
Pour plus de détails, voir Fiche technique et Distribution.
Colombia magia salvage (littéralement Colombie, magie sauvage) est un documentaire colombien réalisé par Mike Slee et produit par le Grupo Éxito, la Fundación Ecoplanet et Off The Fence. Le film, qui montre un aperçu de la biodiversité de la Colombie, est tourné par un groupe de cinéastes qui ont exploré 85 lieux de tournage compris dans vingt écosystèmes. En 2015, il s'agit du film colombien le plus vu en Colombie.

## Production

### Projet

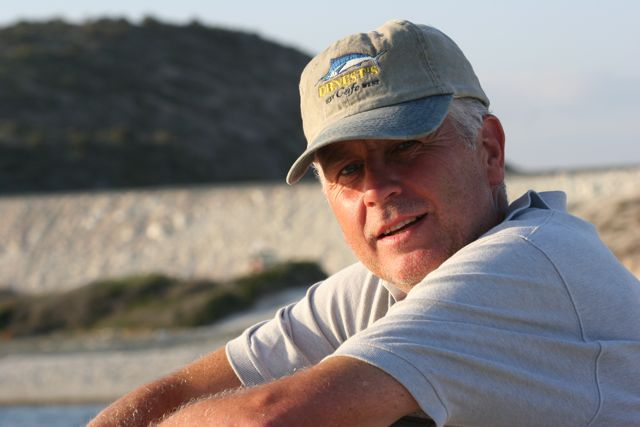
Mike Slee.

Le réalisateur britannique Mike Slee (en) est contacté par Francisco Forero Bonell, de la Fundación Ecoplanet, et Martín Nova, du Grupo Éxito, qui souhaitent immortaliser la biodiversité de la Colombie au travers d'un film. Avant d'accepter la proposition, Slee reconnaît avoir eu des craintes. En effet, bien qu'habitué aux dangers tels que les animaux et les reliefs auxquels il est confronté en tant que documentaliste sur la vie sauvage, il a les mêmes préjugés sur la Colombie que les autres étrangers qui ne s'y sont pas rendus, à savoir un pays touché par la violence et le narcotrafic. Le film s'inspire d'un autre documentaire Home (2009) de Yann Arthus-Bertrand qui aborde le thème des ressources naturelles de 54 pays, ignorant cependant la Colombie, deuxième pays au monde en termes de biodiversité.

### Bande-son
La responsabilité de mettre en adéquation la musique avec les images et les émotions revient au Canadien David Campbell, qui a participé à la composition de la musique de nombreux autres films tels que Le Secret de Brokeback Mountain, Spider-Man 2, World War Z et Foxcatcher. Il dirige ainsi la composition des thèmes qui sont ensuite enregistrés par l'Orchestre Symphonique National de Colombie (es). Différentes personnalités colombiennes participent à la composition de musique, à savoir Carlos Vives, Juanes, Fonseca, Aterciopelados, ChocQuibTown et Walter Silva.

## Accueil
A l'issue de la première semaine dans les salles en Colombie, du jeudi 10 au dimanche 13 septembre 2015, le film devient la meilleure sortie pour une production colombienne de 2015 avec 328 786 spectateurs. Jusque lors, seul le film Uno al año no hace daño, sorti l'année précédente avait fait mieux avec 369 741 spectateurs.

## Thèmes abordés
Ce film invite les spectateurs à découvrir le « paradis qui existe encore » en Colombie le temps d'un périple par la Sierra Nevada de Santa Marta, les terres des Llanos orientaux, le Chocó, les îles de Malpelo et Gorgona, les Caraïbes colombiennes, la serranía de Chiribiquete, l'île de la Providence et la région andine. Lors de son passage dans la serranía de Chiribiquete, quelques anciennes peintures rupestres sont découvertes et filmées pour la première fois en haute définition par Mike Slee.
Différentes espèces de la faune colombienne peuvent être observées dans ce documentaire, telles que l'Osteoglossum ferreirai, le jaguar, le condor des Andes, le crocodile de l'Orénoque, le Morpho peleides, la baleine à bosse, le paresseux et les colibris.